# Dawson Car
Die Dawson Car Co. Ltd. war ein britischer Automobilhersteller in Coventry (Warwickshire). Von 1919 bis 1921 wurde dort ein Mittelklassewagen gebaut.
1919 wurde der Dawson 11/12 hp vorgestellt. Er war mit einem Vierzylinder-Reihenmotor mit 1,8 l Hubraum ausgestattet, der eine obenliegende Nockenwelle besaß und 25 bhp (18,4 kW) Leistung bei 2000 min−1 abgab. Der Radstand des 3607 mm langen Wagens betrug 2667 mm.
Die Karosserien wurden ganz überwiegend von Charlesworth Motor Bodies hergestellt. Von vorne ähnelte der Dawson dem zeitgenössischen Bentley 3 Litre, dem er auch im Preis kaum nachstand. In zwei Jahren entstanden nur 66 Exemplare, deren Fahrgestellnummern von 105 bis 170 laufen.
1921 wurde das Unternehmen an Triumph verkauft.

## Modelle
| Modell   | Bauzeitraum | Zylinder | Hubraum  | Leistung         | bei Drehzahl | Radstand |
| -------- | ----------- | -------- | -------- | ---------------- | ------------ | -------- |
| 11/12 hp | 1919–1921   | 4 Reihe  | 1795 cm³ | 25 bhp (18,4 kW) | 2000 min−1   | 2667 mm  |